# Пісірі
Пісірі (Піширіш) (*д/н — 717 до н. е.) — цар міста-держави Каркемиш близько 738—717 років до н. е.

## Життєпис
Син, онук або небіж царя-регента Састури. Посів трон близько 738 року до н. е. Стосовно попередника існують дискусії: на думку одних дослідників ним був Састура, інших — Астірува II.
Того ж року уклав або підтвердив союз з державами Табал, Самал, Хамат, Гургум. Але ассирійський цар Тіглатпаласар III швидко рушив до Сирії, внаслідок чого Пісірі майже не чинив спротив. Він визнав зверхність Ассирії та зобов'язався сплачувати данину.
717 року до н. е. за однією гіпотезою долучився до нової антиассирійської коаліції держав, які намагалася скинути залежність від Ассирії, залучивши на свій бік Мідаса II, царя Фригії. При цьому останній був союзником Руси I, царя Урарту. Обставини таких дипломатичні відносин достеменно невідомі. Напевне основним союзником була держава Табал.
Втім  після Другої битви при Каркарі 720 року до н. е. усі вороги Ассирії в Передній Азії було зламано: царства Арам і Хамат перетворено на провінції. Єдиним васалом в Сирії поза ассирійською провінційною системою залишався Каркемиш. Ця змова стала приводом для знищення Каркемишу і Табалу.
Так чи інакше ассирійський цар Шаррукін II атакував Пісірі, який зазнав поразки і отаборився в столиці. Але Каркемиш захопили й сплюндрували. Самого Пісірі, напевне, стратили, його родину разом з населенням відправлено до власне ассирійських земель. У Каркемиші заселено ассирійців.